# Компанеец, Соломон Маркович
Соломон Маркович (Зельман Мордкович) Компанеец (при рождении Шнеер-Залман Мордхович Компанеец; 7 января 1873, Кременчуг, Полтавская губерния — 24 мая 1941, Харьков) — русский и советский оториноларинголог, доктор медицинских наук, профессор.

## Биография
Соломон Компанеец родился 7 января (по старому стилю) 1873 года в Кременчуге в семье фабриканта, купца 2-й гильдии Марка (Мордхе) Моисеевича Компанейца (?—1901), владевшего паровым лесопильным и пивоваренным заводами, а также заводом искусственных минеральных вод. Мать будущего врача — Михля Ароновна Компанеец (в девичестве Коган, 1846—?) — происходила из бродской раввинской семьи. Родители Соломона заключили брак в 1864 году.
Окончил гимназию в Полтаве. В 1897 году окончил медицинский факультет Университета Святого Владимира в Киеве. Изучал патологическую анатомию при Петербургской военно-медицинской академии. С 1900 года работал в Екатеринославе. В то же время заинтересовался вопросами отоларингологии и для её изучения уехал за границу. Проходил обучение у ведущих специалистов того времени: Политцера, Штерна, Гаека, Хиари, Урбанчича. По возвращении в 1912 году защитил в Петербургской военно-медицинской академии диссертацию доктора медицины на тему «К вопросу о частоте притворной глухоты среди пострадавших от несчастных случаев и о методах ее обнаружения», признанную основополагающим трудом по экспертизе тугоухости и глухоты.
До революционных событий 1917 года практиковал в Орле, затем вернулся в Екатеринослав, где в 1920 году становится доцентом кафедры Екатеринославского медицинского института. Вскоре здесь же получает профессорскую должность.
В 1924 году основал первое советское отоларингологическое периодическое издание — «Журнал ушных, носовых и горловых болезней», — редактором которого оставался до самой смерти.
В 1930 году становится директором клиники болезней уха, горла и носа 1-го Харьковского медицинского института и Украинского института усовершенствования врачей. В том же году возглавляет отоларингологическую кафедру Харьковского стоматологического института, после закрытия которого в 1938 году назначается на должность научного руководителя Украинского центрального научно-исследовательского института по болезням уха, горла и носа.
В 1941 назначен заведующим оториноларингологической кафедры института усовершенствования врачей и Киевского стоматологического института.
Скончался в 1941 году в Харькове.

### Вклад в медицину
Компанейцу принадлежит 124 опубликованные научные работы по медицине. Он занимался вопросами физиологии и патологии слухового и вестибулярного аппарата, в том числе писал о контузионных поражения, ранениях верхних дыхательных путей, глухонемоте, старческой тугоухости. Также Компанеец разработал методы исследования слуха и прибор для определения угла противовращения глаз.
Большой вклад внёс в обучение будущих отоларингологов, является автором медицинских учебников и руководств.
В 1932 г. удостоен звание заслуженного профессора. Возглавлял Общество оториноларингологов УССР и Склеромный комитет Наркомздрава УССР.

## Семья
- Первая жена — Клара Григорьевна Эпштейн (1875—1911).
  - Дочери — Елена Соломоновна Компанеец (1898—1984), советский правовед-цивилист, автор трудов по кредитованию; Валентина Соломоновна Компанеец (в замужестве Гинзбург, 1903—?).
- Вторая жена — Елена Абрамовна Бердичевская (1885—1923), врач; племянница композитора Ю. Д. Энгеля.
  - Сын — Александр Соломонович Компанеец (1914—1974), физик-теоретик.
- Третья жена — Елена Марковна Кернер (1885—1938), двоюродная сестра предыдущей жены.
- Четвёрая жена — Мария Григорьевна Харшак (урождённая Севериновская), зубной врач[2].
- Племянница — Екатерина Абрамовна Флейшиц (1888—1968), юрист-цивилист. Внучатая племянница — Изольда Эмильевна Циперович (1918—2000), китаевед-фольклорист, переводчик с китайского.
- Племянник — Владимир (Вольф) Ионович Компанеец (ум. 1942), правовед, умер в блокадном Ленинграде.

## Избранная библиография
- Материалы к вопросу о влиянии воздушной контузии на функции слухового и вестибулярного аппаратов. Екатеринослав, 1925
- Болезни уха. Харьков, 1934
- Оториноларингология. Киев, 1936
- Болезни уха, носа и горла. М., 1942
- Болезни носа и околоносовых пазух. Киев, 1949.